# Hemteknisk kurs
Hemteknisk kurs var en specialkurs inom den svenska gymnasieskolan, som omfattade en eller två terminer. Kurser med samma namn fanns inom den kommunala yrkesskolan från 1960-talet och de integrerades 1970-71 i gymnasieskolan. Kursen upphörde definitivt 1991, men antalet kommuner som gav kursen började minska från mitten av 1980-talet. Den tvååriga Konsumtionslinjen, som introducerades 1983, var väsentligen en utvidgad version av hemteknisk kurs.
Under 1970-talet var hemteknisk kurs under en tid ett krav för att bli behörig till gymnasieskolans dåvarande barnskötarutbildning. Hemteknisk kurs kunde även kombineras med annan gymnasieutbildning för att uppnå allmän högskolebehörighet, som fram till 1991 motsvarade två års gymnasiestudier.
I en del glesbygdskommuner var hemteknisk kurs den enda gymnasieutbildning som gavs lokalt under 1970-talet.